# Peromyscus leucopus
Peromyscus leucopus là một loài động vật có vú trong họ Cricetidae, bộ Gặm nhấm. Loài này được Rafinesque mô tả năm 1818.

## Hình ảnh

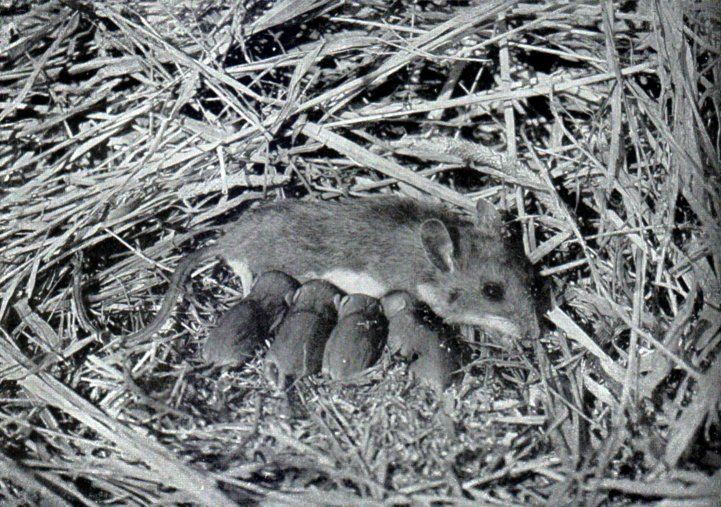
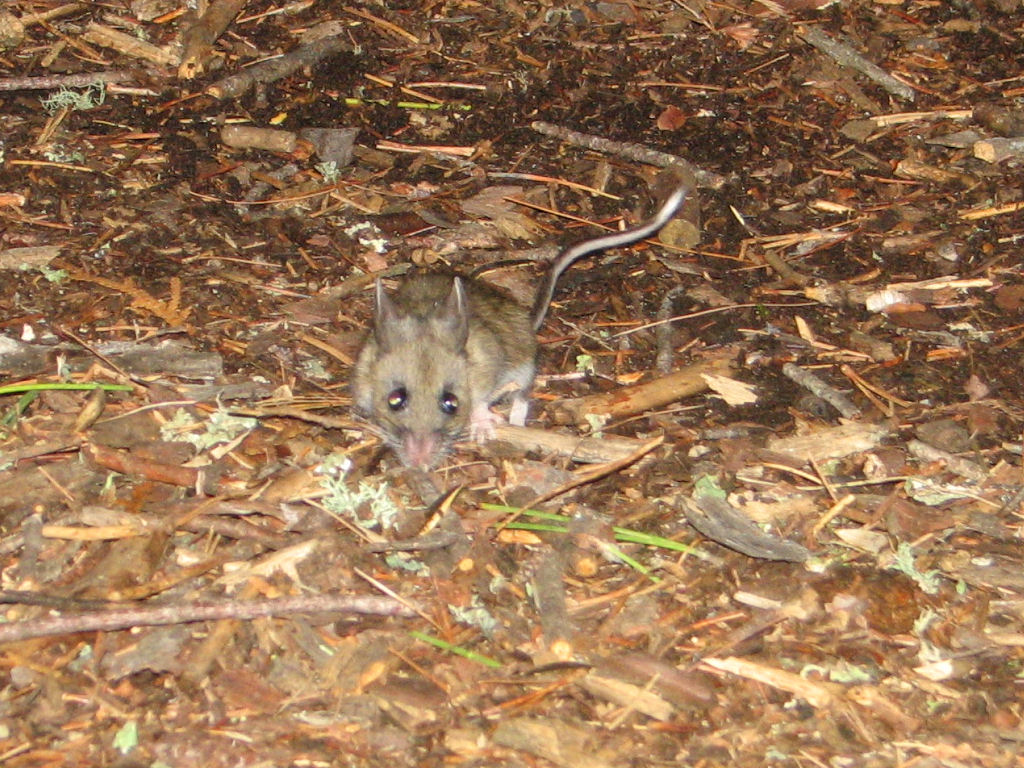
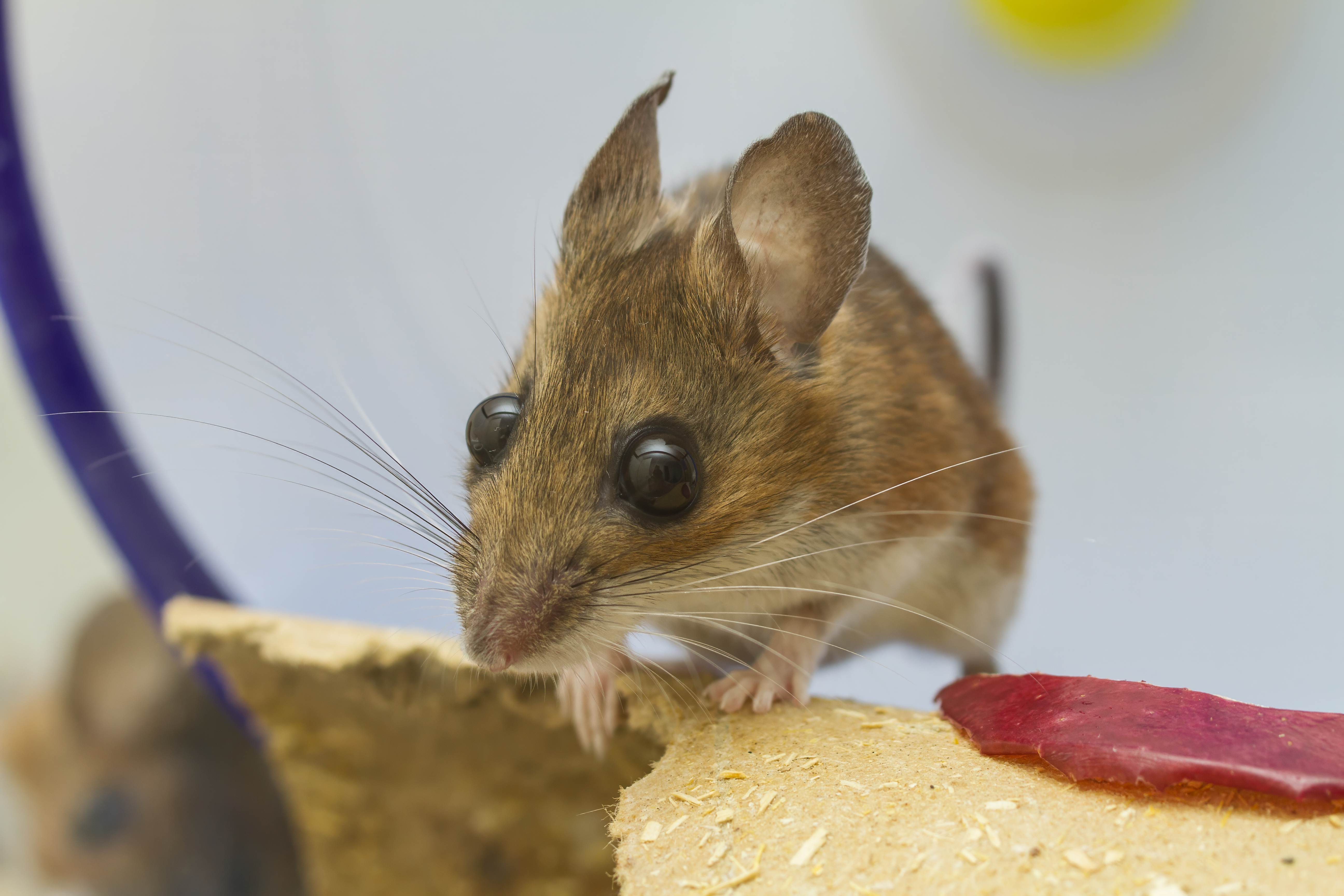
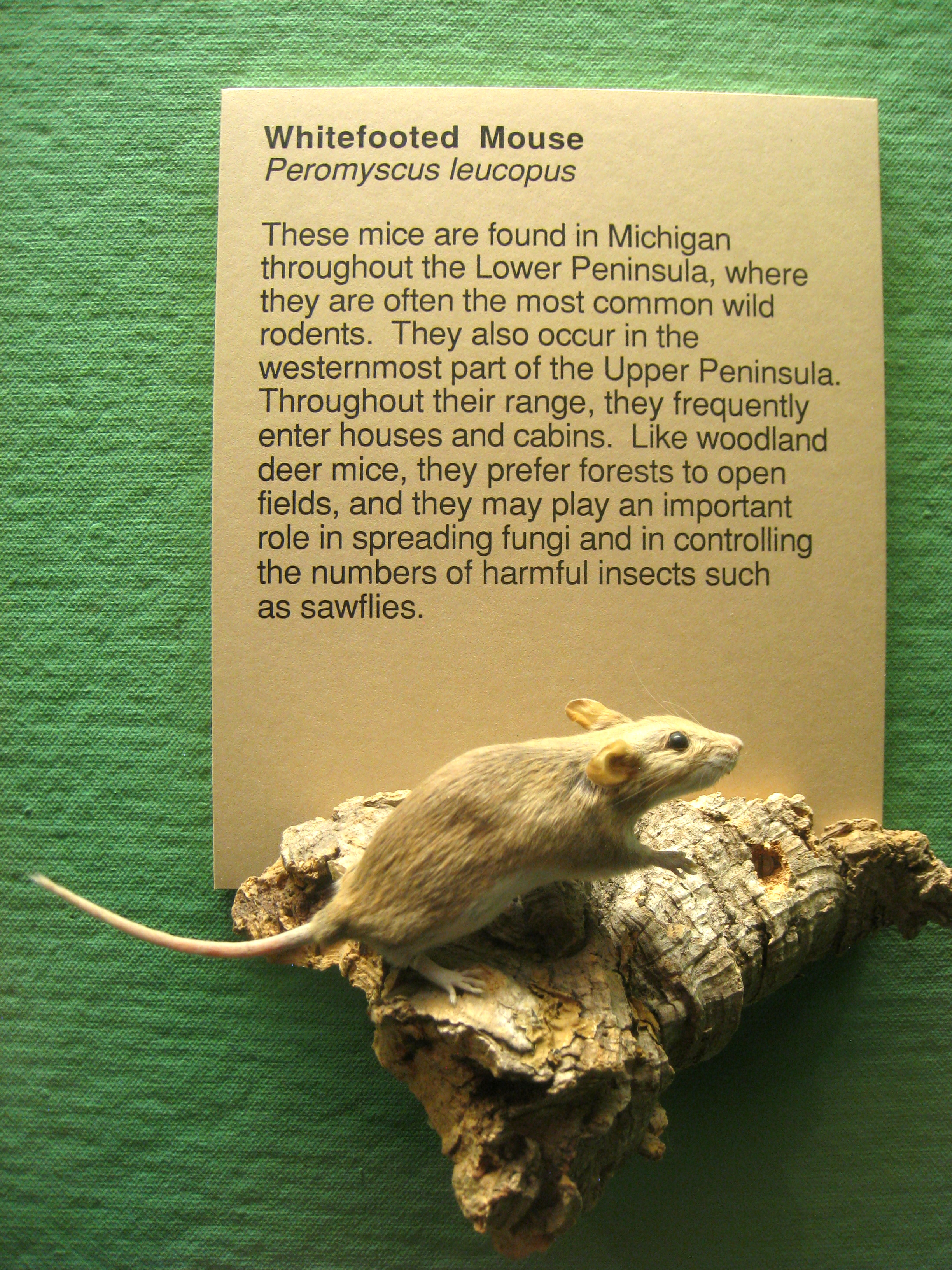